# Vertical (manga)
Vertical (岳 みんなの山, Gaku: Minna no Yama) est un seinen manga écrit et dessiné par Shin'ichi Ishizuka. Il a été prépublié entre septembre 2003 et juin 2012 dans le magazine Big Comic Original de l'éditeur Shōgakukan, et a été compilé en un total de dix-huit volumes. La version française est éditée par Glénat entre août 2013 et avril 2017.
Un film live est sorti en mai 2011.

## Synopsis
Le manga raconte les aventures de Sanpo Shimazaki, un alpiniste passionné et amoureux de la montagne. Il vit dans une tente, et travaille comme secouriste de montagne bénévole auprès de la police de Nagano. Il a gravi les plus grands sommets du monde, lui permettant d'acquérir toutes les techniques d'alpinisme et une connaissance exceptionnelle de la montagne et de ses dangers. De retour dans les Alpes japonaises qui l'ont vu naître, il consacre désormais sa vie à venir en aide aux randonneurs et alpinistes en difficulté.
La série présente l'activité de randonnée, mais aussi l'escalade pure ou les hivernales et les secours qui y sont liés été comme hiver, dans le secteur géographique du mont Hotaka dans les monts Hida, au départ de Matsumoto, soit à 200 km à vol d'oiseau de Tokyo environ.
Avec Kumi, jeune policière de Nagano qui découvre la montagne, ils croisent la route de victimes, souvent impliquées dans d'horribles accidents. D'autres personnages prennent de l'importance par la suite, des collègues du poste de police, Zack un ami américain qui s'établit à Matsumoto, Maki, le pilote d'hélicoptère privé, Naota qui perd son père.
Le tome 16 marque un tournant dans la série avec un accident dans l'équipe et Sanpo qui décide de repartir au Népal
Les deux derniers tomes se passent là bas et finissent sur le Lohtse et l'Everest.
La mort et le danger ne sont pas éludés dans l'œuvre, qui au contraire les présente comme des réalités de la montagne à part entière. Mais quoiqu'il se passe, simple perte du sentier, blessure légère ou grave, mort même, la formule de Sanpo aux victimes qu'il secourt demeure "Vous avez été très courageux".

## Réception
Le manga a gagné le premier prix Manga Taishō en 2008 ainsi que le 54e prix Shōgakukan en 2009.
Le tirage des seize premiers tomes s'élevait à 4 500 000 d'exemplaires en mai 2012.

## Lieux
L'ensemble de l'action se déroule dans le massif du Hotaka, 3ème sommet du Japon et but important de randonnées été et hiver. Il fait partie de la chaine des monts Hida.
Le poste de police nord de Nagano, ayant les prérogatives sur les affaires locales et quartier général des secours en montagne, se situe dans la ville de Matsumoto (30 km à vol d'oiseau), à 70 km au sud de Nagano. Depuis Matsumoto, on accéde à la gare routière de Kamikōchi, terminus des routes (50 km, accès réglementé), en laissant sa voiture au plus à la gare routière de Sawando. À Sawando se tient aussi un poste de police avancé (Vol.13, p. 64). De Kamikochi, on a un panorama sur l'une des vallées principale débouchant sur le Hotaka. En remontant la rivière Azusa vers l'est, on arrive à Okukamikochi (littéralement derrière Kamikochi), puis sous le cirque Karasawa, avec ses chalets et places de bivouac, à mi-hauteur des crêtes. Un dernier poste de police régulièrement dessiné et fermant hors saison estivale (fermeture plusieurs fois décrite) se trouverait à ce niveau.
Le chalet Tanimura est vraisemblablement fictif, non loin au dessus de  Kamikōchi, quoique plusieurs allusions sur la famille de la patronne donnent un sentiment de réalité à ce personnage et ce lieu. Le petit poste de police, le chalet Ninomya figurent d'autres lieux très nombreux en altitude : on dénombre ainsi de nombreux chalets-refuges y compris sur les crêtes, presque jusqu'au sommet du mont Yari. Le mot Hütte est couramment utilisé pour désigner les chalets refuges au Japon et vient d'Allemagne, d'Autriche et de Suisse. Huytte désigne l'un des chalet du Kurasawa. Le festival FestKura se tient dans le bas du cirque au niveau des deux chalets et du camp de tente dont les cellules forment une sorte de structure en nid d'abeille visible sur certaines images satellites, très reconnaissable Vol13 p. 150.
Régulièrement utilisé, le mot Sawa さわ désigne un ruisseau de montagne, un couloir, un ravin, une draille. Le A-Sawa est situé sur la crête nord menant au mont Yari, entre le mont Kita et le Minami. Le Déboridani Sawa est sur le Nishi-Otaka. Le sawanabori est un type d'escalade où l'on remonte un torrent jusqu'à sa source.
Un des épisodes (dernier relais vol. 11) se passe dans la petite station de sport d'hiver sur le versant ouest, nécessitant de passer le col Abo Pass Hirayu, soit par l'ancienne route qui donne accès aux randonnées, soit par la route des tunnels qui permet aussi d'accéder à l'aéroport de Toyama accessible aussi par le train (emprunté par Sanpo et Naota pour ses adieux à Kirale).

## Manga
Le manga a été publié entre septembre 2003 et juin 2012 dans le magazine Big Comic Original de l'éditeur Shōgakukan, avec un rythme irrégulier entre 2003 et 2007,.
L'éditeur Glénat a annoncé en janvier 2013 l'acquisition de la licence pour une version française. Celle-ci est renommée Vertical et sa parution a débuté en août 2013. La série est également publiée à Taïwan.

### Liste des volumes
| no | Japonais          | Japonais          | Français         | Français          |
| no | Date de sortie    | ISBN              | Date de sortie   | ISBN              |
| -- | ----------------- | ----------------- | ---------------- | ----------------- |
| 1  | 26 avril 2005     | 4-09-187571-8     | 28 août 2013     | 978-2-7234-9195-2 |
| 2  | 29 septembre 2006 | 4-09-180730-5     | 9 octobre 2013   | 978-2-7234-9340-6 |
| 3  | 26 décembre 2006  | 4-09-181003-9     | 22 janvier 2014  | 978-2-7234-9341-3 |
| 4  | 24 avril 2007     | 978-4-09-181207-0 | 19 mars 2014     | 978-2-7234-9342-0 |
| 5  | 28 septembre 2007 | 978-4-09-181470-8 | 4 juin 2014      | 978-2-7234-9343-7 |
| 6  | 30 janvier 2008   | 978-4-09-181719-8 | 1er octobre 2014 | 978-2-344-00049-6 |
| 7  | 30 juin 2008      | 978-4-09-182029-7 | 19 novembre 2014 | 978-2-344-00066-3 |
| 8  | 28 novembre 2008  | 978-4-09-182248-2 | 21 janvier 2015  | 978-2-344-00542-2 |
| 9  | 27 février 2009   | 978-4-09-182380-9 | 20 mai 2015      | 978-2-344-00543-9 |
| 10 | 28 août 2009      | 978-4-09-182590-2 | 2 septembre 2015 | 978-2-344-00544-6 |
| 11 | 27 février 2010   | 978-4-09-183073-9 | 2 décembre 2015  | 978-2-344-00915-4 |
| 12 | 30 juin 2010      | 978-4-09-183218-4 | 17 février 2016  | 978-2-344-01327-4 |
| 13 | 30 novembre 2010  | 978-4-09-183527-7 | 6 avril 2016     | 978-2-344-01328-1 |
| 14 | 28 avril 2011     | 978-4-09-183819-3 | 1er juin 2016    | 978-2-344-01370-0 |
| 15 | 30 septembre 2011 | 978-4-09-184085-1 | 24 août 2016     | 978-2-344-01494-3 |
| 16 | 29 février 2012   | 978-4-09-184277-0 | 5 octobre 2016   | 978-2-344-01495-0 |
| 17 | 30 juillet 2012   | 978-4-09-184645-7 | 15 février 2017  | 978-2-344-01831-6 |
| 18 | 30 août 2012      | 978-4-09-184707-2 | 19 avril 2017    | 978-2-344-01832-3 |

## Film en prise de vues réelles
L'adaptation en film en prise de vues réelles a été annoncée en janvier 2010 dans le magazine Big Comic Original. Il est sorti le 7 mai 2011 au Japon.
Le film se classe à la première place du box office japonais lors de sa sortie, et se classe trentième sur l'année 2011 avec une recette de 18 536 792 dollars.